# Jean-Robert Lombard
Pour les articles homonymes, voir Lombard.
Jean-Robert Lombard est un acteur français, principalement connu pour être l'interprète du Père Blaise dans la série Kaamelott.

## Filmographie

### Télévision
- 2003 : Dies iræ : père Blaise
- 2004-2009 : Kaamelott : père Blaise, prêtre de Kaamelott
- 2006 : Louis la Brocante, saison 9, épisode 4 : jardinier
- 2007 : PJ, saison 11, épisode 11 : Arnaud Josse
- 2008 : Chez Maupassant, saison 2, épisode 9 : le grand type
- 2008 : Une enfance volée : L'Affaire Finaly : père Alphonse

### Cinéma
- 2001 : Un crime au Paradis
- 2011 : Tadufeu (court-métrage)
- 2017 : Valérian et la Cité des mille planètes : un garde de Igon Siruss
- 2020 : Kaamelott : Premier Volet : père Blaise

### Clip
- 2022 : Black Wave de Shaârghot : Joseph Kortchevsky